# مایکل اسلج
مایکل اسلج نویسنده آمریکایی است. اولین رمان او در سال ۲۰۱۰ با عنوان «بیشتر از شما بدهکار هستم» در مورد رابطه الیزابت بیشاپ و لوتا دی ماکدو سوارس، برنده جایزه فرو-گراملی در سال ۲۰۱۱ شد و نامزد دریافت جایزه ادبی لامبدا در گروه داستان‌های لزبین در بیست و سومین دوره جوایز ادبی لامبدا شد.
اسلج که اصالتاً اهل تگزاس است، خاطرات مادر و پسر را در مورد رابطه خود با مادرش که قبول نمی‌کرد او به عنوان همجنسگرا آشکارسازی کرده‌است را، در سال ۱۹۹۵ منتشر کرد. در آن زمان، وی به عنوان سردبیر فنی و علمی کار می‌کرد.